# 沖縄熱中倶楽部
沖縄熱中倶楽部（おきなわねっちゅうくらぶ）は、NHK沖縄放送局が制作し、ラジオ第1で放送しているラジオ番組である。

## 概要
沖縄局にとっては初の自局制作によるレギュラー全国放送の番組である。
志ぃさー（藤木勇人）と沖縄局のアナウンサー1名（交替制）との「ゆんたく（おしゃべり）」が主な内容である。番組前半は沖縄県の文化風物に関する話題で主に藤木が話し（コーナー名「今夜も沖縄！」）、後半はその回の担当アナウンサーが事前取材した音源を流しながら解説する（コーナー名「沖縄を歩こう」）趣向である。間に沖縄音楽を挟み、聴取者からのお便りも紹介する。
2007年に沖縄県が日本本土に復帰して35周年を迎えたことから、当初は2007年4月から1年間限定ということで企画された。しかし、評判が良かったため、2008年度以降も引き続いて放送となった。

## 放送日時
いずれもラジオ第1。2008年度までは他の週は『音楽熱中倶楽部』（司会は北原照久・弘兼憲史が隔週交替）を、東北地方では『民謡をどうぞ』（進行は川野目亭南天）を放送。
なお、九州・沖縄9局では、放送当日に総合テレビで30秒の予告CMが放送される。渡辺編集長（渡辺裕之アナ・当時。現：ラジオセンター制作業務）がディレクターとしてキュー合図を出すと、藤木が予告を喋り始めるというもので、収録が行われるスタジオの風景を垣間見ることができたが、転勤により沖縄の今の姿を映した映像を集めたものに作り変えられた。
2007年度
- 本放送：毎月最終水曜日　21:30 - 21:55
- 再放送（沖縄県内のみ）：同じ週の金曜日　12:30 - 12:55
『ひるの散歩道』を差し替え。

2008年度
- 本放送：毎月最終水曜日　21:30 - 21:55
- 再放送（沖縄県内のみ）：同じ週の土曜日　12:30 - 12:55
『民謡をたずねて』（FM、NHKワールド・ラジオ日本では聴取可能）を差し替え。

2009年度
時間変更はないものの、放送は5週間に一度となった。これは、この番組に触発されて始まった『もぎたて!北海道』『ぬくだまりの宿 みちのく亭』に加え、新たに名古屋局制作で『ゆきねえの名古屋なごやか喫茶』、福岡局制作で『博多屋台 こまっちゃん』が同じスタイルで開始となり、いずれの番組もこの枠に集約されたため。
2010年度
- 本放送：月1回最終土曜日　22:15 - 22:55
『ラジオ文芸館』を差し替え。放送開始以来初めて放送枠移動の一方、15分拡大。これは、水曜21:30の枠が5番組交代だったことで固定した放送週が定まらなかったものを、2010年から解消して毎月同じ週（第1週・北海道、第2週・みちのく亭、第3週・なごやか喫茶、第4週・博多屋台、第5週は前者4番組の中から再放送[1][2]）で放送できるよう改善したため。なお12月はこの年より年末年始の特別編成の為休止となった。
- 再放送（沖縄県内のみ）：翌週土曜日　12:15 - 12:55
『ひるのいこい』および『民謡をたずねて』を差し替え。

2011年度以後
- 本放送：月1回最終土曜日　19:20 - 19:55
『絆うた』を差し替え。2010年度よりも5分短縮される。
- 再放送（沖縄県内のみ）：翌週土曜日　12:15 - 12:50
前年同様『ひるのいこい』『民謡をたずねて』を差し替え。ただし、FM、NHKワールド・ラジオ日本およびNHKネットラジオ らじる★らじる(2011年9月以降)では両番組を聴取可能。
この再放送の後の5分間には、『音の風景』のうち沖縄関係のものを放送する。

2012年度-2014年度
- 本放送、再放送とも2011年と同じ。
- 2012年度は但し、7月分はロンドンオリンピック競技中継編成の関係で、最終週の7月28日ではなく、1週前の7月21日に放送された。
- 10月27日には当初は放送が予定されていたが、プロ野球・日本シリーズの中継のため中止となった。同様にプロ野球中継の影響を受けた2007年と違い、翌週延期もなかった。
- 2013年度5月分は最終週である5月25日に「つぶや句575」が放送されるため、1週前の5月18日に放送、10月26日は日本シリーズ中継のため放送休止、この時も2012年と同じで、延期されなかった。
- なお2010年-12年まで休止となっていた12月の放送がこの年は編成の都合で12月28日に行われた。

2015年度-2017年度
- 本放送：月1回最終土曜日 19:20-19:50
- 再放送（沖縄県内のみ）：翌週土曜日 12:15-12:45
- 『歌え!土曜日 Love Hits』を差し替え。また、2015年度から『週刊どこでも安心ラジオ』を19:50-19:55に放送されるため、19:50までに短縮された。
- 2016年12月は31日に『第67回NHK紅白歌合戦』の放送があるため、24日に繰り上げて放送した。

2018年度 -
- 「にっぽん列島夕方ラジオ」に内包され、毎月最終金曜日に放送[3][4]、ただし2018年12月は21日に、2019年2月は15日に繰り上げて放送し、2019年1・7月分は休止。

なお、2024年度より偶数月の最終金曜のみの放送となっている。

## 現在の出演者
- 志ぃさー（藤木勇人）
  - 2007年度はテレビ『안녕하십니까?ハングル講座』にも出演。
  - 番組案内などで時期により「藤井勇人」名義、「立川志ぃさー」名義での出演時期がある。

沖縄局のアナウンサー（交替で担当）
- 大野克郎（エグゼクティブアナウンサー）
- 沢田石和樹（アナウンスグループ統括）
- 土橋大記
- 寺内皓大
- 大谷奈央
- 義村聡志
- 豊田晴萌
  - 原大策は、夕方地域ニュース番組『おきなわHOTeye』のメインキャスターを担当しているため、原則出演しない。

## 過去の出演者
- 雨宮萌果／2012年3月31日、8月25日
- 飯田紀久夫／編集長（2008年6月から2012年5月まで）、2010年3月24日、7月31日
- 池田耕一郎／2007年8月29日、2008年4月30日、11月26日、2009年4月29日
- 稲塚貴一／2012年9月29日、2013年2月23日、5月18日、9月28日、2014年2月22日
- 大野克郎／2013年7月27日、8月31日、12月28日[5]、2014年1月25日、5月31日、12月27日[6]
- 栗原望／2011年3月26日、7月30日、8月27日、2012年2月25日、6月30日、2013年6月29日
- 澤田彩香／2013年11月30日
- 白鳥哲也／2008年9月24日、2009年2月25日、7月15日、12月9日、2010年5月29日、8月28日、2011年1月29日、5月28日、9月24日、2012年1月28日、5月26日
- 関根太朗／2007年7月25日、11月28日、2008年7月30日
- 瀧川剛史／2007年11月7日[7]、2010年10月30日、2011年2月26日
- 武田真一／2007年9月26日
- 伊達正隆　放送部副部長／2012年6月の着任以降飯田紀久夫の後任編集長として制作担当
- 塚本堅一／2011年10月29日、2012年7月21日、11月24日[8]、2013年1月26日、3月30日、2014年3月29日、11月29日、12月27日、2008年2月27日、8月27日、2009年1月28日
- 中山庸介／2007年4月25日、12月26日、2008年5月28日
- 松岡孝行／2008年1月30日、6月25日、12月24日[9]、2009年6月10日、9月23日、2010年2月17日、4月24日、9月25日、2011年4月30日
- 三橋大樹／2014年4月26日、6月28日[10]、7月26日
- 宮田貴行／2007年5月30日
- 渡辺裕之／編集長（2008年5月まで）、2008年3月26日
- 佐藤あゆみ
- 中道洋司／2014年8月30日、9月27日
- 大橋拓／2015年5月30日、9月26日、12月26日、2016年4月30日、7月30日、10月30日、2017年2月25日、6月24日、2018年1月27日、6月1日、2019年2月15日
- 小林孝司／放送部副部長
- 黒住駿
- 堀越将伸
- 土橋大記
- 竜田理史
- 池間昌人
- 荒木さくら
- 細田史雄／2019年6月により放送部副部長→アナウンスグループ統括

## 特別編
2007年8月19日（日曜日）に、特別編として、ニュースを挟んで20:10 - 21:55に、県内のとある「民謡酒場」からの生放送を実施した。ゲストは我如古より子と普天間かおり。石垣島の“ビーチパーリー”（「ビーチパーティー」の“うちなーやまとぐち”表記）会場からの中継を関根太朗アナウンサーが担当した。
2011年7月は通常の7月30日（最終土曜）の放送とは別に、テンペスト（BS時代劇第2シリーズ）放送を記念して、海の日に当たる7月18日に那覇市国際通り「那覇市ぶんかテンブス館」からの公開生中継を随時交えて「夏休み3時間スペシャル」（18:05-20:55<途中18:50-19:20と19:55-20:05ごろニュース中断>）が行われた。